# Mario Moretti (dramaturge)
Pour les articles homonymes, voir Mario Moretti.
Mario Moretti, né à Gênes le 14 avril 1929, mort à Rome le 6 octobre 2012, est un dramaturge italien. Il a également été acteur et metteur en scène. 

## Biographie
Mario Moretti fait des études de langues et de littérature étrangères à Rome avec Giovanni Macchia. Il se perfectionne à la Sorbonne pour ensuite enseigner le français dans des instituts romains et l'italien à l'université de Stockholm.
Il a écrit bon nombre de pièces de théâtre, qui ont souvent été mises en scène par des compagnies alternatives romaines.
Il commence au théâtre avec une pièce en un acte, Il sesso di poi (1961) au Teatro Pirandello de Rome, grâce au soutien de Pier Paolo Pasolini. 
Il fonde une compagnie, “Il Collettivo”, avec laquelle il met en scène ses œuvres les plus remarquables Tre scimmie nel bicchiere (1969), Processo a Giordano Bruno (1970) et La rivoluzione di fra Tommaso Campanella (1972). 
Il a été l'animateur de quelques réalités culturelles italiennes : à Rome, le Teatro Tordinona (auparavant Teatro Pirandello), Il CaffèTeatro de la Place Navone, le Teatro in Trastevere, l’Accademia del Teatro dell’Orologio. Il a géré le Festival del Teatro Italiano à New York et le Festival du Théâtre Italien d’aujourd’hui à Paris à plusieurs reprises.
Il a été pendant 25 ans président de la SIAD (Società Italiana Autori Drammatici) et directeur de la revue Ridotto, mensuel lié au théâtre. 
Il a écrit une centaine de pièces, dont certaines de réputation internationale.

## Œuvres

### Théâtre
- 1961 : Il sesso di poi
- 1969 : Tre scimmie nel bicchiere
- 1970 : Processo a Giordano Bruno
- 1972 : La rivoluzione di fra Tommaso Campanella, mise en scène par José Quaglio[3].
- 1976 : A morte Roma
- 1985 : Raccontare Nannarella
- 1988 : A qualcuno piace caldo (en français : Certains l'aiment chaud), comédie musicale tirée du film homonyme de Billy Wilder, mise en scène de Marco Mete, Compagnia dell'Atto, Teatro Popolare La Contrada, Trieste[2].
- 1998 : Angelo Nero

### Publications
- Il triangolo isoscele: un atto, Rome, Ora Zero, 1962
- Dorst e il teatro tedesco d'oggi, Rome, Edizioni Ora Zero, 1963
- (it) Processo di Giordano Bruno, Rome, Carte segrete, 1971?
  - réédition : (it) Processo di Giordano Bruno, Pise, Edizioni della Normale, coll. « Variazioni » (no 2), 2013, 96 p. (ISBN 9788876424656)
- La papessa Giovanna, Rome, Carrara editrice, 1972
- La rivoluzione di Fra Tommaso Campanella, Rome, Veutro, 1972
- Il matrimonio di Figaro de P.A. Caron de Beaumarchais ; adaptation et traduction de Mario Moretti, Vérone, Anteditore, 1973
- Cagliostro : processo e morte di un massone, Vérone, Anteditore, 1974
- Dracula: esercizio sul terrore, Rome, Cooperativa Teatro IT - Azzurro, 1983
- Due libri sulla scuola nell'Italia liberale, Florence, Sansoni, 1983
- Viktor e Viktoria / Una donna in Vaticano / Isola di nessuno, S.I.A.D., Rome, Serarcangeli, 1988
- Tamara, la femme d'or : due tempi, Rome, E&A, 1989 (?)
- Colombo a teatro, Rome, Lucarini, 1991
- 1981-2000: l'orologio 20 anni dopo, S.l., Edizioni It, 2000
- La parola in azione : manuale di scrittura teatrale, Rome, Ei Editori, 2001  (ISBN 88-88060-13-8)
- (it) Anatomia del riso: la meccanica della comicità nello spettacolo dal vivo, nel cinema, nella letteratura, nelle arti plastiche e grafiche, Rome, Bulzoni, 2003, 194 p. (ISBN 88-8319-839-5)
- Poesie in seconda persona, Rome, Studio 12, 2008  (ISBN 978-88-96109-03-8)
- Teatro da: l'adattamento teatrale e la sua pratica: testi di teatro derivato da narratori e da drammaturghi, Trogen (CH), BE@A, 2012

## Critique
Son œuvre « est imprégnée d'une analyse mordante de la réalité, par le biais de pièces au cadre contemporain ou par des relectures de personnages historiques »

## Adaptations
- Processo di Giordano Bruno en film avec Gian Maria Volonté